# Tartaranhão-dos-pauis-do-pacífico
O tartaranhão-dos-pauis-do-pacífico ou tartaranhão-da-oceânia (Circus approximans), também conhecido como Kahu, é uma ave de rapina grande e esguia amplamente distribuída pela Australásia.